# 山田美根子
 山田美根子（日语：／ Yamada Mineko，1949年7月11日—），日本漫畫家，24年組之一。

## 經歷
神奈川縣出身。小學到高中都就讀聖約瑟夫學園，常磐松女子短期大學畢業。受到石之森章太郎的影響開始畫漫畫，後來師從鈴木光明。因笹谷七重子介紹而參加了大泉沙龍公寓的集會，形成24年組。
1965年左右創作貸本漫畫而出道，後來貸本漫畫業衰退，在鈴木光明的引薦下，獲得在《瑪格麗特》刊登機會，轉向一般的少女漫畫雜誌發展。代表作是科幻漫畫《最終戰爭系列》。